# Heinz Hauenstein
Karl Guido Oskar Hauenstein, auch Heinz Oskar Hauenstein (* 22. September 1899 in Dresden; † 14. Oktober 1962 in Frankfurt am Main), war ein deutscher Freikorpsführer. Hauenstein führte die nach seinem Vornamen benannte „Organisation Heinz“, die 1921 als Spezialpolizei des Oberschlesischen Selbstschutzes an Fememorden in Oberschlesien und 1923 am aktiven Widerstand während der Ruhrbesetzung beteiligt war.

## Leben
Hauenstein meldete sich im Ersten Weltkrieg als Kriegsfreiwilliger und war zuletzt Fähnrich. Nach Kriegsende schloss er sich der Marine-Brigade von Loewenfeld an. Überwiegend aus dieser Formation, aber auch aus anderen Freikorps, entstand die von Hauenstein geführte „Organisation Heinz“.

### Oberschlesien
Die straff organisierte „Organisation Heinz“ kam in Oberschlesien zum Einsatz. Dessen weitere Zugehörigkeit zum Deutschen Reich oder zum neu entstandenen Polen sollte nach den Bestimmungen des Versailler Vertrags im März 1921 durch eine Volksabstimmung unter einer interalliierten Kontrollkommission entschieden werden. Die Organisation fungierte in dem daraus entstehenden bürgerkriegsähnlichen Konflikt als „eine Art illegale Geheimpolizei“, die die polnischen Aufständischen unter Wojciech Korfanty auskundschaftete und gegen deren Agenten vorging. Hauensteins Organisation wurde von der „Organisation Spiecker“, benannt nach dem Zentrumspolitiker Carl Spiecker, unterstützt. Spiecker war Vertreter des Reichskommissars für die Überwachung der öffentlichen Ordnung in Breslau. In Spieckers Auftrag beschaffte die Organisation Heinz Beweismaterial und beteiligte sich an der Befreiung von Gesinnungsgenossen aus Gefängnissen, die der interalliierten Kontrollkommission für Oberschlesien unterstanden.
Nach Hauensteins eigenen Angaben wurde in Oberschlesien keine Rücksichten auf das Völkerrecht oder traditionelle Kriegsgebräuche genommen. Die „Organisation Heinz“ war an Fememorden beteiligt, denen Polen, Franzosen sowie aus Sicht der Freikorps als Verräter geltende Deutsche zum Opfer fielen. Hauenstein berief sich später darauf, dass die Morde im Einvernehmen und im Einverständnis mit Spiecker verübt worden waren und erklärte, seine Befehle von einem Spiecker unterstehenden Leutnant erhalten zu haben:
„Ich habe alle Terrorakte und Abwehrmaßnahmen mit ihm durchgesprochen. […] Er sagte zu mir: ‚Da und dort ist der und der, er hat dies und das gemacht. Wir haben das genau festgestellt. Er ist zu beseitigen!‘ Dann beauftragte ich einen meiner Stoßtrupps mit der Beseitigung dieses Mannes und er wurde unter Anwendung aller Mittel, entweder mit Gift oder Bomben oder Granaten auf irgendeine Weise beseitigt.“
Spiecker widersprach stets diesen Behauptungen. Hauenstein wurde 1928 im Stettiner Fememordprozess gegen Edmund Heines zur Zahl der von seiner Organisation in Oberschlesien getöteten Menschen befragt: „Die genaue Zahl kann ich nicht angeben. Aber ich habe mir einen kleinen Überschlag gemacht, und bin auf die Zahl 200 gekommen.“ Eine strafrechtliche Verfolgung der in Oberschlesien verübten Fememorde unterblieb infolge einer am 21. Juni 1922 erlassenen Amnestie.
Beim Dritten Oberschlesischen Aufstand im Mai 1921 stellte Hauenstein ein etwa 2500 Mann starkes Sturmbataillon auf, das mit der zweiten Angriffswelle an der Eroberung des Annabergs am 21. Mai beteiligt war. Hauensteins Einheit gehörte zu dem Teil der „Selbstschutzverbände“, der sich weigerte, Befehlen der deutschen Regierung zur Einstellung der Offensive zu folgen.

### Organisator der NSDAP
Von Oberschlesien ging Hauenstein nach Berlin, wo er im Zusammenhang mit dem Mord an dem deutschen Außenminister Walter Rathenau am 24. Juni 1922 festgenommen wurde. Da ihm eine direkte Tatbeteiligung nicht nachgewiesen werden konnte, wurde er nach sieben Wochen Untersuchungshaft im Polizeigefängnis Berlin-Alexanderplatz freigelassen.
Im August 1922 traf sich Hauenstein zusammen mit dem Freikorpsführer Gerhard Roßbach und Albert Leo Schlageter in München mit Adolf Hitler. Thema des Gesprächs war die Ausdehnung der NSDAP nach Norddeutschland. In der Folgezeit entstanden dort zahlreiche NSDAP-Ortsgruppen. Hauenstein gab 1932 an, er sei von Hitler mit der Organisation der NSDAP in Berlin, Brandenburg und Schlesien beauftragt gewesen. Die für den 19. November 1922 geplante Gründung einer NSDAP-Ortsgruppe in Berlin kam nicht zustande, da der preußische Innenminister Carl Severing kurz zuvor die NSDAP verboten hatte. Unter Leitung Gerhard Roßbachs wurde stattdessen die Großdeutsche Arbeiterpartei (GAP) gegründet. Hauenstein gehörte zu den 194 Unterzeichnern des Gründungsaufrufes. Die GAP wurde im Januar 1923 als Ersatzorganisation der NSDAP verboten.

### Ruhrbesetzung
Wegen der verzögerten Erfüllung deutscher Reparationsverpflichtungen besetzten ab dem 11. Januar 1923 französische und belgische Truppen das Ruhrgebiet. Zwei Tage später rief Reichskanzler Wilhelm Cuno die Bevölkerung zum passiven Widerstand auf. Neben dem passiven gab es einen aktiven Widerstand unter Beteiligung der „Organisation Heinz“, der von Vertretern der Ruhrindustrie und der Reichsregierung, insbesondere dem Reichswehrministerium organisiert wurde. Dabei wurde nach Angaben Hauensteins das französische Militär beobachtet und der französische Spionagedienst überwacht. Ferner sollten die französischen Versuche, beschlagnahmte Kohlen abzufahren, durch Sprengstoffanschläge auf Eisenbahnlinien gestört werden. Hauenstein hielt sich weitgehend im unbesetzten Elberfeld auf und legte sich zeitweise den Decknamen Heinz Hochberg zu. Ende Januar 1923 traf er sich nach eigenen Angaben in Berlin mit Offizieren im Reichswehrministerium, die ihm Unterstützung für den aktiven Widerstand im Ruhrgebiet zusicherten. Zu den insgesamt drei Sabotagetrupps der „Organisation Heinz“ im Ruhrgebiet gehörten die späteren NSDAP-Gauleiter Karl Kaufmann und Erich Koch sowie Viktor Lutze, Stabschef der SA ab 1934.
Nach Hauensteins Angaben war die „Organisation Heinz“ an 18 von insgesamt 180 Sabotageakten während der Ruhrbesetzung beteiligt. Zumindest ein von Hauenstein in Anspruch genommener Anschlag wurde jedoch von Mitgliedern des Freikorps Oberland gemeinsam mit kommunistischen Bergarbeitern verübt. Weiterhin seien acht französische Spitzel getötet worden. Ein Agent der Franzosen wurde nachweislich in Essen erschossen. Zur Überwachung des französischen Spionagedienstes wurde eine sieben bis zehn Mann starke Gruppe eingesetzt, die unter der Leitung Albert Leo Schlageters stand. Schlageter, der bereits in Oberschlesien zur „Organisation Heinz“ gehört hatte, wurde am 7. April 1923 von französischen Beamten festgenommen, wegen von ihm verübter Sabotageakte zum Tode verurteilt und am 26. Mai 1923 erschossen. In der Weimarer Republik und vor allem nach der nationalsozialistischen „Machtergreifung“ entwickelte sich Schlageter zu einer Märtyrerfigur.
Ende Mai wurde Hauenstein wegen Waffen- und Sprengstoffbesitzes von der preußischen Polizei in Elberfeld verhaftet. Später behauptete Hauenstein, er sei durch seine Verhaftung an der Befreiung Schlageters aus französischer Haft gehindert worden. Ob tatsächlich eine Befreiung Schlageters geplant war, bleibt ungewiss, der Gefangene selbst soll einen Befreiungsversuch abgelehnt haben. Hauensteins Angaben führten später zu Vorwürfen gegen den preußischen Innenminister Carl Severing, für den Tod Schlageters mitverantwortlich zu sein. Für die Verhaftung Schlageters machte Hauenstein Gerhard Roßbach verantwortlich, der versucht habe die „Organisation Heinz“ auseinanderzubringen. Zwei Angehörige von Roßbachs Organisation, die Hauenstein namentlich beschuldigte, verklagten Hauenstein 1928 wegen Verleumdung. Dem Urteil zufolge gab es für Hauensteins Behauptungen keine Beweise, wenn auch bestimmte Verdachtsmomente. Gleichzeitig sah es das Gericht als erwiesen an, dass Roßbachs Leute versucht hätten, Hauenstein zu verraten.

### Frontbann und SA in Berlin
Hauenstein schloss sich dem Frontbann in Berlin an, einer 1924 gegründeten Auffangorganisation der SA, die ebenso wie die NSDAP nach dem Hitlerputsch 1923 verboten worden war. Der Berliner Frontbann war nach Stadtteilen organisiert; Hauenstein führte die am Alexanderplatz beheimatete „Schlageter-Kompagnie“ mit einer Stärke von 30 bis 40 Mann.
Am 22. März 1926 wurde die Berliner SA unter anderem durch Kurt Daluege gegründet. Zahlreiche Frontbann-Mitglieder schlossen sich der SA an, die zur dominierenden Gruppe innerhalb der Berliner NSDAP wurde. Im Widerspruch zu Hitlers Kurs, die Macht auf legalem Wege zu erobern, hing die SA mehrheitlich weiterhin dem Freikorpsgedanken und der damit verbundenen putschistischen Linie an. Hitlers Kurs wurde in Berlin vom Gauleiter Ernst Schlange und den Brüdern Gregor und Otto Strasser vertreten.
Zum 17. Mai 1926 trat Hauenstein der neu gegründeten NSDAP bei (Mitgliedsnummer 36.916). Die Auseinandersetzungen eskalierten auf einer Führersitzung der Berliner NSDAP und SA am 25. August 1926, auf der Daluege Hauenstein als neuen Berliner Gauleiter präsentierte. Otto Strasser beantragte bei Hitler ein Parteiausschlussverfahren gegen Hauenstein, wodurch dessen Kandidatur hinfällig wurde. Die Führersitzung endete in einer Prügelei zwischen beiden Parteiflügeln, die durch den Austausch von Ohrfeigen zwischen Hauenstein und Otto Strasser eingeleitet worden war. Im November 1926 wurde Joseph Goebbels neuer Berliner Gauleiter; in seinem ersten Rundschreiben untersagte Goebbels bei Strafe des Parteiausschlusses eine weitere Debatte des „Falls Hauenstein“. Hauenstein war offenbar auf Veranlassung Strassers am 15. September von Hitler aus der NSDAP ausgeschlossen worden; am 7. November wurde er in der Berliner NSDAP-Zeitung Nationaler Sozialist mit einem Art Steckbrief als Polizeispitzel verdächtigt.

### Unabhängige Nationalsozialistische Partei
Hauenstein übernahm den Vorsitz der am 24. November 1926 gegründeten Unabhängigen Nationalsozialistischen Partei (UNS). Die Partei blieb mit etwa 1.500 Mitgliedern eine Splittergruppierung; die unter anderem in Berlin, Leipzig, Dresden und Halle (Saale) vertreten war. Der Partei angeschlossen war ein Verband der Arbeitslosen, von denen angenommen wurde, dass sie rasch zu radikalisieren seien. Als Parteizeitung erschien Deutsche Freiheit, Kampfblatt für nationalsozialistische Politik, die auch Aufrufe an Mitglieder des kommunistischen Roten Frontkämpferbundes enthielt. Programmatisch vertrat Hauensteins Partei einen wirtschaftlich begründeten Antisemitismus, war stark antiparlamentarisch und richtete sich gegen Hitlers Abkehr vom Putschismus:
„Bangend und zweifelnd fragt sich heute so mancher deutscher Parteigenosse: Was ist mit Hitler? Er ist nicht mehr der alte von 23 […] Seine Person tritt mehr und mehr in den Hintergrund. Mehrere Männer tauchen neben ihm auf, andere Männer und ein anderer Geist […] Mit neuen Männern kam die neue Parole: Heran an den Staat! Hinein in die Parlamente! Der Kampf um die Futterkrippe, um die Aussichten auf Pöstchen und Pensionen begann.“
Der UNS gelang es nicht, SA-Mitglieder in nennenswertem Umfang zu gewinnen; 1927 löste sich die Partei auf. Hauenstein, der von Berlin nach Dresden gewechselt war, schloss sich ebenso wie die Mehrzahl der UNS-Mitglieder wieder der NSDAP an.

### Schlageterbund
Im Dezember 1927 gründete Hauenstein den „Bund der Freunde Schlageters“ als Vereinigung ehemaliger Ruhrkämpfer und Nachfolger der „Organisation Heinz“. Der Bund, in Dresden ins Vereinsregister eingetragen, hielt im Februar 1928 in Berlin eine erste Versammlung ab und arbeitete mit ähnlichen Organisationen wie der „Freischar Schill“, der „Grenzwehr West“ und dem „Reichsbund Völkischer Freiheitskämpfer“ zusammen. Der Schlageterbund stand der NSDAP nahe und verlieh den Schlageterschild, für dessen Verleihung die schriftliche Meldung des eigenen Mitwirkens bei Freikorps oder beim Ruhrkampf sowie die Überweisung von drei RM Voraussetzung war. Seit 1930 gab Hauenstein ein Mitteilungsblatt des Schlageterbundes heraus, das ab 1931 unter dem Titel Der Reiter gen Osten erschien. Im Jahre 1931 war Hauenstein im Auftrag der Reichswehr an der Organisation des Freiwilligen Arbeitsdienstes beteiligt.
Nach dem „Röhm-Putsch“ wurde er am 23. August 1934 durch Robert Ley seines Amtes bei der Nationalsozialistischen Betriebszellenorganisation (NSBO) enthoben. Hauenstein, der innerhalb der NSBO einer der engsten Mitarbeiter des im September 1933 gestorbenen Reinhold Muchows war, war vorgeworfen worden, er sei ein „Saboteur“ der Ley unterstehenden Deutschen Arbeitsfront und hätte die These vertreten, dass die „NSBO in den Mittelpunkt der Neuordnung des gesamten sozialen Lebens der Nation“ gerückt werden müsse. Er erhielt Publikationsverbot und gab die Herausgeberschaft des „Der Reiter gen Osten“ formal an Ernst von Salomon ab. Fortan veröffentlichte Hauenstein seine Artikel bis zur Einstellung der Zeitschrift im Jahre 1944 unter dem Pseudonym Rolf Liemann.
Zwischen Juni 1934 und Juli 1935 führte die Gestapo eine Untersuchung über die Umstände durch, die zu Schlageters Verhaftung geführt hatten. In dieser Untersuchung wurde Hauenstein als ein nicht unbedingt einwandfreier Zeuge eingeschätzt und ihm vorgehalten, er habe sich während der Ruhrbesetzung nicht genügend um die Angehörigen der „Organisation Heinz“ gekümmert und sich stattdessen „seine Zeit in Elberfeld mit Saufereien vertrieben“.
Zugleich geriet der Schlageterbund in Konflikt mit der NSDAP und wurde im Herbst 1935 aufgelöst. Auslöser war seine Absicht, ein Schlageter-Gedächtnismuseum einzurichten; dies stand im Widerspruch zur beanspruchten alleinigen Deutungshoheit der Partei über die jüngste Geschichte. Zuvor war es zu Auseinandersetzungen zwischen Reichsarchiv und NSDAP-Parteiarchiv um die Sammlung von Akten, Erlebnisberichten, Tagebüchern, Fotos und Abzeichen gekommen, die der Freikorps-Traditionsverband zusammengetragen hatte. Die Auflösung des Bundes erfolgte auf Veranlassung von Franz von Epp, der seine eigenen Verdienste und die bayerischer Freikorps durch den Schlageterbund nicht ausreichend gewürdigt sah. Hauenstein wurde verhaftet, dann jedoch auf Intervention von Wilhelm Canaris, einem Bekannten aus Hauensteins Freikorpszeit, wieder freigelassen. Hauenstein baute sich danach eine Existenz als Versandantiquar auf. 1938 trat er als Sargträger bei der Beerdigung von Schlageters Vater öffentlich in Erscheinung. Hauenstein nahm am Zweiten Weltkrieg nach eigenen Angaben „bis zum Schluss in Berlin“ teil und wurde nach Kriegsende von der britischen Besatzungsmacht für ein halbes Jahr im Lager Fallingbostel infolge des automatic arrest interniert. Danach lebte er zunächst als Versandantiquar in Braunschweig, später als Buch- und Kunsthändler in Frankfurt am Main. Dort starb er Anfang Oktober 1962 während einer von ihm geleiteten Auktion.
Hauenstein wird gelegentlich mit Friedrich Wilhelm Heinz verwechselt, einem Mitglied der Organisation Consul. Hauenstein und Heinz standen unter anderem während der Ruhrbesetzung in Verbindung; beide sollen die Existenz eines „Doppelgängers“ beispielsweise bei polizeilichen Vernehmungen bewusst eingesetzt haben.